# Jhon Arias
Jhon Adolfo Arias Andrade (ur. 21 września 1997 w Quibdó) – kolumbijski piłkarz występujący na pozycji skrzydłowego lub ofensywnego pomocnika, reprezentant Kolumbii, od 2021 roku zawodnik brazylijskiego Fluminense.